# Greg Glienna
Greg M. Glienna (n. 23 august 1963, Chicago, Illinois, SUA) este un regizor de film și scenarist american cel mai cunoscut ca autorul filmului original din 1992, Un socru de coșmar (Meet the Parents). De asemenea, Glienna a scris Tipic masculin (A Guy Thing, 2003) și a scris și regizat Pierdut familie! (Relative Strangers, 2006). A scris, împreună cu Mary Ruth Clarke, piesa de teatru Suffer the Long Night care a avut premiera în Los Angeles în august 2008.

## Filmografie

### Scenarist
- Slutvinka: With Love, from Russia! (2013)
- The Coin Machine (2012)
- Little Fockers (2010) (personaje)
- The Elevator (2010)
- Relative Strangers (2006) (scenariu) (poveste)
- Meet the Fockers (2004) (personaje)
- A Guy Thing (2003) (scenariu) (poveste)
- Meet the Parents (2000) (scenariul din 1992) (poveste)
- Desperation Boulevard (1998)
- Meet the Parents (1992)

### Regizor
- Slutvinka: With Love, from Russia! (2013)
- The Coin Machine (2012)
- The Elevator (2010)
- Relative Strangers (2006)
- Desperation Boulevard (1998)
- The Can Man (1992)
- Meet the Parents (1992)

### Actor
- Slutvinka: With Love, from Russia! (2013)
- The Coin Machine (2012)
- The Elevator (2010)
- Desperation Boulevard (1998)
- Meet the Parents (1992)

### Producător
- The Elevator (2010)
- Meet the Parents (2000)